# Valette (Eau Mère)
Pour les articles homonymes, voir Valette.
Le ruisseau de la Valette est un ruisseau français  qui coule en Auvergne-Rhône-Alpes, dans le département du Puy-de-Dôme. C'est un affluent de l'Eau Mère en rive gauche, donc un sous-affluent de l’Allier puis de la Loire.

## Géographie
Le ruisseau de la Valette prend sa source dans les monts du Livradois, près du hameau des Claustres Sud (commune du Vernet-la-Varenne) à 835 mètres d'altitude. Le ruisseau s'appelle à cet endroit "ruisseau de Pouchon". Sa direction générale va d'est en ouest avec deux légères courbes, une au sud et l'autre au nord. Son cours est d'abord dans un paysage de champs et de prairies puis il s'enfonce rapidement dans des gorges. À la hauteur des bois de Chambelève il reçoit l'apport du ruisseau du Moulin en provenance du Vernet-la-Varenne. Au niveau des bois de la Valette il rencontre le ruisseau de Merlin puis le ruisseau des Périaux. Il prend alors le nom de ruisseau de la Valette. 
Il rejoint l'Eau Mère en rive gauche après Saint-Jean-en-Val en contrebas du puy Redon (427 mètres).

## Communes traversées
Le ruisseau de la Valette longe ou traverse 5 communes, toutes situées dans le Puy-de-Dôme.
- Vernet-la-Varenne
- Chaméane
- Saint-Étienne-sur-Usson
- Usson
- Saint-Jean-en-Val

## Affluents
Le ruisseau de la Valette compte deux affluents référencés et un autre qui ne l'est pas :
- Le ruisseau de Merlin K263890A
- Le ruisseau de Periat (ruisseau de Périaux) K263920A
- Le ruisseau du Moulin